# 福永朱梨
福永 朱梨（ふくなが あかり、1994年12月7日 - ）は、日本の女優。広島県出身。ギフト所属。

## 概要
高校時代に広島でモデル活動を開始、18歳で上京を機に芝居の勉強を本格的に始め、主に映像を中心に活動している。2019年、映画「彼女はひとり」で第13回田辺・弁慶映画祭の俳優賞を受賞した。

## 出演

### テレビドラマ
- 人間観察ミーティングドラマ ただいま会議中（2015年、NHK Eテレ）[1]
- 撃てない警官（2016年、WOWOW） - コンビニの店員 役
- 60 誤判対策室（2018年、WOWOW）
- 本気のしるし（2019年10月15日 -、NBN） - 藤谷美奈子（みっちゃん） 役
- 東京、愛だの、恋だの（2021年、Paravi）
- 超人間要塞ヒロシ戦記（2023年、NHK BSプレミアム） - ミミ・クロッシュ 役

### 映画
- hanaガール（2014年）[1]
- 恋はストーク（2015年）[4]
- 恋とさよならとハワイ（2017年） - 深町ミカコ 役[1]
- 君の膵臓をたべたい（2017年）[1]
- となりの怪物くん（2018年）
- 彼女はひとり（2018年） - 澄子 役[5][6]
- 君は月夜に光り輝く（2019年）[1]
- 夜のそと（2019年）
- L♡DK（2019年）[1]
- 本気のしるし（2019年） -  藤谷美奈子（みっちゃん）役[7][8]
- 辻占恋慕（2022年）- サオリ 役[9]
- LOVE LIFE（2022年）- 富山文子 役[10]
- 手（2022年） - さわ子 役[11][12][13]
- うつぶせのまま踊りたい（2023年）- 山田芽衣子 役[14]
- 戦慄怪奇ワールド コワすぎ!（2023年） - 呉見遙 役[15]
- リライト（2025年） - 西山晴 役[16]

### 舞台
- 舞台芸術創造機関SAI「PARADE 終焉の詩」（2014年5月29日 - 6月2日）[17]
- あやめ十八番「肥後系新水色獅子」（2014年7月23日 - 27日）[18]
- あやめ十八番「江戸系紅千鳥」（2014年8月）[19]
- 劇団競泳水着「別れても好きな人2014」（2014年11月6日 - 24日）[20]
- あやめ十八番「長井古種日月」（2015年4月9日 - 14日）[21]
- ウォーキング・スタッフ「リターン THE RETURN」2022年5月14日 - 22日）[22][23][24]
- 玉田企画「地図にない」（2025年3月27日 - 4月6日）[25]

### Webドラマ
- 東京彼女 元カレ篇「きって、つなげる」（2023年7月3日 - 31日〈全5話〉、YouTube） - 持田くるみ 役[26]

### PV
- UVERworld「1秒先 向かう者と ただ訪れる者」第1話「ALL ALONE」（2016年10月21日、YouTube）[27]

- UVERworld「1秒先 向かう者と ただ訪れる者」第2話「ほんの少し」（2017年8月23日、YouTube）[28]

### ナレーション
- ヒロシマシティアパート展（2015年11月6日 - 15日）[29]

## 写真集
- Take as long as you might take, you might take long（Dent-De-Leone、2013年12月31日、撮影：ライアン・ガンダー、ホンマタカシ）ISBN 978-1907908156
- LIFE is SHORT（メタブレーン、2014年7月20日、ショートカット推進委員会）ISBN 978-4907301170[30][31]
- 0410（ショート）（ガイドワークス、2015年9月1日、ショートカット推進委員会）ISBN 978-4865352634[32][33]